# Lerista terdigitata
Lerista terdigitata este o specie de șopârle din genul Lerista, familia Scincidae, descrisă de William Kitchen Parker în anul 1926. Conform Catalogue of Life specia Lerista terdigitata nu are subspecii cunoscute.